# Cabin in the Sky
 Cabin in the Sky és una pel·lícula musical americana, basada en el musical homònim de 1940, dirigida per Vincente Minnelli i (no surt als crèdits) Busby Berkeley, estrenada el 1943.

## Argument
'Little Joe' Jackson, un jugador incorregible, promet a la seva esposa, la pietosa i virtuosa Petunia, renunciar al joc. Però així que en té ocasió, va a un casino on, de resultes d'una baralla, és mortalment ferit. Arribat allà dalt, 'Little Joe' coneix els representants del cel (El 'General') i de l'infern (Lucifer 'Júnior'); d'acord amb els seus compromisos a renunciar definitivament al joc i a fer-se un bon espòs, i amb l'ajuda de les oracions de Petunia, li és atorgada una pròrroga, amb una 'prova' de sis mesos. Però de tornada a la Terra, 'Little Joe' és temptat per 'Junior', quan coneix la seductora cantant Georgia Brown...

## Repartiment
- Ethel Waters: Petunia Jackson
- Eddie 'Rochester' Anderson: Joseph 'Little Joe' Jackson
- Lena Horne: Georgia Brown
- Louis Armstrong: El trompetista
- Rex Ingram: Lucifer Jr. / Lucius Ferry
- Kenneth Spencer: El 'General' / El reverend Greene
- John William Sublett: Domino Johnson
- Oscar Polk: El diaca / Fleetfoot
- Mantan Moreland: El primer adepte
- Willie Best: El segon adepte
- Fletcher Rivers: El tercer adepte
- Leon James Poke: El quart adepte
- Ford Washington Lee: El jove missatger
- Bill Bailey: Bill
- Butterfly McQueen: Lily
- Ruby Dandridge: Sra. Kelso
- Nick Stewart (als crèdits Nicodemus): Dude
- Ernest Whitman: Jim Henry
- Duke Ellington: Ell mateix (i la seva orquestra)

## Producció
Si s'exceptua Panama Hattie (1942), on era només codirector (al costat de Norman Z. Mcleod i Roy Del Ruth), Vincente Minnelli dirigeix aquí la seva primera pel·lícula totalment (amb la contribució per a una seqüència de Busby Berkeley, que no surt als crèdits). Tot com la comèdia musical homònima (citada abans) de la qual és l'adaptació, aquesta pel·lícula té un repartiment exclusivament afroestatunidenc. Entre els actors, Ethel Waters i Rex Ingram reprenen els seus papers respectius, que havien creat el 1940, a Broadway. Dooley Wilson (el pianista Sam en el mític Casablanca de 1942), qui interpretava 'Little Joe' en la comèdia musical, és reemplaçat aquí per Eddie Anderson.
El guió es va enviar abans d'iniciar producció a la NAACP. En una carta a l'editor, un guinista de la pel·lícula va dir que va rebre una carta "felicitant-los pel tractament d'aquesta faula negra, que evitava clixés i estereotips racials".
Un número musical, en el qual canta Lena Horne una repetició de "Ain't It the Truth" mentre es prenia un bany de bombolles, va ser eliminat de la pel·lícula abans de la seva estrena, tot i que després va aparèixer en un tema breu de Pete Smith, titulat Studio Visit. Com va dir més tard Horne al documental That’s Entertainment! III (1994) es va comentar que mostrar a una dona negra cantant en un bany va superar els límits de la decència moral del 1943. Una segona interpretació (sense bany de bombolles) d'aquesta cançó interpretada per Louis Armstrong també es va eliminar de la impressió final, donant com a resultat que el famós trompetista no va aparèixer en cap número musical solista a la pel·lícula. L'enregistrament d'Armstrong de “Ain't it the Truth” sobreviu i s'inclou en el CD.

## Nominacions
- Oscar a la millor cançó original 1944 per Harold Arlen (música) i E.Y. Harburg (lletra) per la cançó "Happiness Is a Thing Called Joe".